# 空巣老人

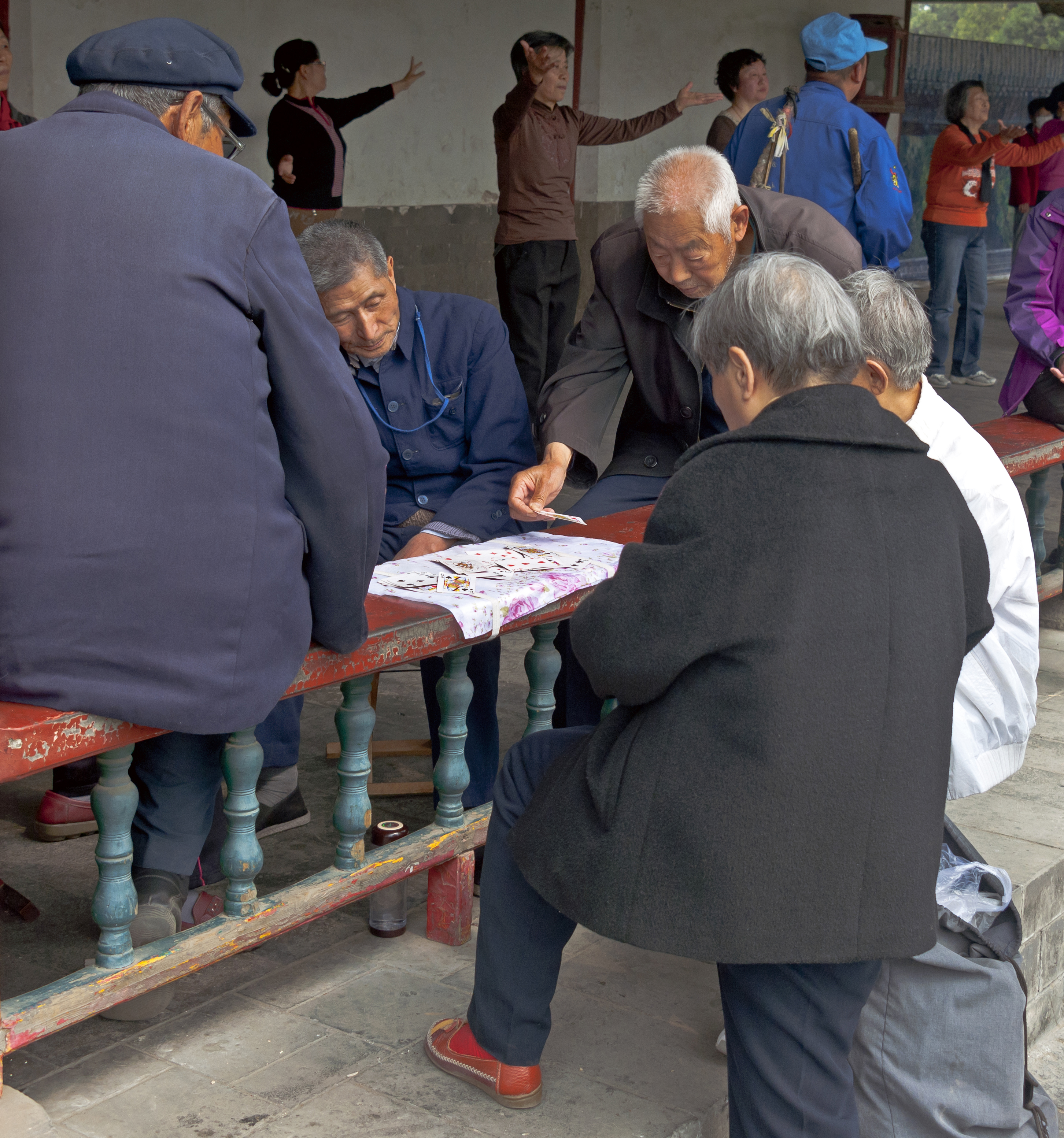
北京市の高齢者

空巣老人（あきすろうじん、あきのすろうじん、中国語: 空巢老人、拼音：kōng cháo lǎo rén、コンチャオラオレン）は、中華人民共和国において子供が成長し家を離れたため、一人または夫婦のみで生活する高齢者を指す語。子供が都市へ流出し、親や祖父母が家に残される様子を雛鳥が巣立って親鳥が取り残されることに喩えたものである。
2010年代より空巣老人は急増しており、中国で社会問題となっている。また空巣老人よりも事態が深刻とされる、唯一の子供を失ってしまった高齢者を指す「失独老人」という語も登場した。

## 問題
中国では老舎著『四世同堂』で描写されるような数世代で同居することが至上の幸福とされてきたが、核家族化の進展により、子供が独り立ちして都市へ出てしまうと、年老いた親だけが家に残され、空巣老人となる場合が増えている。特に一人っ子政策のため、1人しかいない子供が結婚してしまえば、婿の実家も嫁の実家も空巣老人となってしまうのである。さらに頼りの子供が事故や病気などで先立ってしまった高齢者は「失独老人」と呼ばれ、空巣老人よりも「悲惨」とされる。
空巣老人はそのまま誰にも看取られることなく、孤独死することもある。また顔を出さない、面倒を見ない自身の子供に対して人民法院（裁判所）へ訴える高齢者の増加、子供が家を出たことによる夫婦仲の悪化や無気力感などの「中年空巣」現象なども課題となっている。子供が家に帰ってきても、職場へUターンした後に自殺することもあり、南京市では2015年の春節明けに2件の空巣老人の自殺が相次いだ。死に至らずとも、孤独や寂しさを募らせて正常な判断力を失い、法外な値段の商品を買わされるなどといった事件に巻き込まれることもある。
中国では親を扶養することが子供の義務として憲法第49条第3項で規定されており、中華人民共和国老年人権益保障法では親の扶養義務の履行拒否を禁止し、拒否した場合は扶養費を請求できると定めている。しかし70後（1970年代生まれ）は仕事のため時間的余裕がなく、80後は住宅ローン返済とライバルとの競争に終始し、親の扶養まで手が回らない状態が続いている。中国では男女平等が一般に浸透しているため、日本のように女性が介護するという風潮はなく、夫婦のどちらかが休職ないし退職して高齢者の面倒を見る必要があるため、親は申し訳なく思うことになる。一方、親に自身の子供を任せたまま何年も実家に戻らない子供もおり、親と孫のみ同居という家庭も見られる。
全国老齢工作委員会弁公室の発表によると、2011年末現在で中国の60歳以上の高齢者は1億8499万人で、高齢化率は13.7%に達する。そのうち都市部では、空巣老人の比率が49.3%と2006年より8%増加している。中国のある都市では全高齢世帯に対する独居世帯が7割に上るところも出てきている。なお、孤独を感じている高齢者は都市部で16.5%、農村部で28.6%であった。2013年には空巣老人が1億人を突破し、失独老人は100万人と推計された。2030年には空巣老人が2億7千万人に達すると予測されている。
元々は農村で空巣老人の問題が顕著であったが、都市においても子供が他の都市へ働きに出てしまい空巣老人となることもある。

## 要因
空巣老人の発生要因として、沈潔は以下の4つの社会要因を挙げている。
1. 高齢者に自立できる経済力がついたことによって、なるべく自立して子どもに負担をかけたくない意識が芽生えた
2. 世帯間の価値観の違いから、三世帯居住が難しい
3. 子どもが都会に出稼ぎにでた
4. 子どもが老親扶養の役割を果たせない

## 対策
中国政府は急増する空巣老人に対応するため、老年人権益保障法の改正作業に着手し、高齢者を精神的に無視することや孤立させることを禁止し、高齢者と離れて暮らす家族は頻繁に訪問または連絡することを義務付けるという条文が盛り込まれる予定であると2011年に報道された。そして2012年12月28日に改正法が公布され、2013年7月1日に施行された。改正法は空巣老人対策の基本法と言える内容で、以前から存在した「見舞休暇」の権利保障、介護サービスの整備、戸籍の違いによらない介護サービスの提供を柱としている。政府がこのように空巣老人対策に乗り出したのは、国内総生産（GDP）成長率7%を維持するため、優先度の高い政策と判断されたためである。
地方政府も対策に乗り出し、従来の社会保障から社会福祉へと転換が進められている。例えば河南省鄭州市金水区では、2006年より下崗（シァガン）と呼ばれる失業者をホームヘルパーとして無料で派遣し、空巣老人の生活を支援している。特に老年人権益保障法の改正により、県以上の人民政府に地元戸籍を有しない常住高齢者に対しても、戸籍保持者と同等の待遇を与えることが規定されたため、都市部を中心に戸籍保持者と同等水準の介護サービスなどを享受できるようになった。ただし財源の問題で、完全に同じ権利を行使できるというわけではない。
対策が進む一方で、2015年現在、問題解決にはほど遠い状況が続いている。例えば全国老齢工作委員会弁公室は中国全域の城郷社区に老年協会の設立を目指しているが、2014年末時点で全国の74%にとどまり、地域的な偏在や施設の経費不足などが問題となっている。